# Meromyza inornata
Meromyza inornata är en tvåvingeart som beskrevs av Becker 1910. Meromyza inornata ingår i släktet Meromyza och familjen fritflugor. Inga underarter finns listade i Catalogue of Life.